# Eunica omoa
Eunica omoa är en fjärilsart som beskrevs av Hall 1919. Eunica omoa ingår i släktet Eunica och familjen praktfjärilar. Inga underarter finns listade i Catalogue of Life.